# Ітрій
Ітрій (yttrium) — хімічний елемент, символ Y, ат. н. 39; ат. м. 88,9059; легкий і м'який сріблясто-білий метал. Належить до рідкісноземельних елементів. Густина 4,469, температура плавлення 1528 °C, кипіння 3322 °C. Окиснюється на повітрі; при кімнатній температурі поглинає Н2; реагує з Н2О, О2, HCI, HNO3 i H2SO4. Єдиний стабільний ізотоп — 89Y.
Основні сполуки — оксиди, карбонати, фосфати, флуориди.

## Історія
У 1787 році Карл Арреніус знайшов у закинутій шахті неподалік від шведського містечка Іттербю невідомий раніше мінерал, що отримав назву ітербіт і надіслав його фінському хіміку Югану Ґадоліну, тому що підозрював наявність у ньому вольфраму. Гадолін, проаналізувавши ітербіт у 1794 році, встановив, що на 38 % він складається з оксиду невідомого раніше елементу. У 1797 році Андерс Ґустаф Екеберг отримав цей оксид в чистому вигляді. Новий елемент отримав назву ітрій, а мінерал ітербіт, за заслуги Гадоліна, пізніше був перейменований у гадолініт.
Виділення чистого ітрію було вкрай важким. Лише у 1824 році Фрідріх Велер отримав металевий ітрій (хоча і з великою кількістю домішок) відновивши його калієм з хлориду ітрію.
Через деякий час виявилося, що у «ітрієва земля» містить не один новий елемент. У 1843 році Карл Ґустав Мосандер розділив її на три окремих оксиди, білий, коричневий і рожевий, що містили три нових елементи, які отримали назви від частин слова Іттербю: ітрій (білий), тербій (коричневий) і ербій (рожевий). Пізніше було встановлено, що «ербій» в свою чергу містить в собі ще чотири нових елементи — ітербій, тулій, скандій і лютецій.
Присутність семи невідомих елементів в одному мінералі є екстраординарною, проте може бути пояснена дуже подібними хімічними властивостями рідкісноземельних металів.
У 1987 році Чу Чінг-ву (Chu Ching-wu) та Маокун Ву(Maw-Kuen Wu) відкрили явище високотемпературної надпровідності у кристалах оксиду ітрію-барію-міді.

## Властивості
Ітрій — сріблястий, м'який метал (модуль зсуву 26 ГПа, модуль Юнга 64 ГПа — обидва втричі нижчі ніж у заліза). Теплопровідність порівняно мала — 17 Вт/(м·К). Коефіцієнт теплового розширення — 19,2·10−6 K−1 вздовж головної осі і 4,6·10−6 K−1 вздовж перпендикулярної. Парамагнетик.
Хімічно активний, на повітрі швидко вкривається чорною плівкою з оксидів і нітридів, що запобігає подальшому окисненню.
Ітрій має 2 алотропні модифікації, α-Y, у якому атоми утворюють гексагональну щільноупаковану ґратку з параметрами a=0,36451 нм, і c=0,57305 нм, і β-Y, атоми якого утворюють об'ємноцентровану ґратку з періодом 0,4111 нм. Перехід у β-фазу відбувається при температурі 1760 К.
Переріз реакції поглинання теплових нейтронів — усього 1,31 барн, через що ітрій використовується у ядерній енергетиці.

## Розповсюдження
Кларк ітрію у земній корі — 29×10−4 % за масою. У океанах — 1,3×10−9%, у Всесвіті — 7×10−7%.
Відомо 65 мінералів ітрію. Головні мінерали, які містять до 25 % Y: титаноніобати (ферґусоніт, евксеніт), фосфати (ксенотим, черчит), карбонати (тенгерит, Y-сінхізит), силікати (гадолініт, ітріаліт, гелландит), флуориди (гагарініт, Y-флюорит).

## Ізотопи
Весь природній ітрій складається лише з одного стабільного ізотопу, Y89.
Загалом відомо 51 ізотоп ітрію з масовими числами від 76 до 109, 17 з яких — метастабільні.
З нестабільних ізотопів, найбільші періоди напіврозпаду мають Y88 (106,6 днів) і Y91 (58,5 днів).

## Отримання
Після дещо складного процесу відділення від попутних елементів за допомогою іонного обміну переводять з суміші у оксид ітрію, потім за допомогою HF у фторид. Після чого відновлюють кальцієм. Решту кальцію із сплаву відганяють плавкою у вакуумі. Промислове значення мають розсипи ферґусоніту (США, КНР) і ксенотиму (Малайзія та ін.). У підвищених кількостях (0,1-1,0 %) І. зустрічається в цирконі, сфені, апатиті, евдіаліті, уранініті і може вилучатися при їх переробці.

## Застосування

структура оксиду ітрія-барія-міді

Ітрій використовують як легуючу домішку у сплавах з різними металами. При додаванні до заліза, підвищує його ковкість, до алюмінію — міцність і жаростійкість, до ванадію — пластичність, до хрому — жаростійкість. Також, додавання до хрому, молібдену і цирконію зменшує їх зернистість.
Оксисульфід ітрію використовується як люмінофор для передачі червоного кольору у телевізорах з електронно-променевою трубкою.
Оксид ітрію додають до скла, що використовується у лінзах камер для підвищення його жаростійкості і міцності.
Також ітрій використовують для виготовлення високотемпературних надпровідників — сімейство сполук, відома під загальною назвою оксиди ітрія-барія-міді(YBCO). Критична температура таких надпровідників досягає 92К, завдяки чому їх можна охолодити до надпровідного стану рідким азотом, який значно доступніший за рідкий водень.
Кристали ітрієво-залізистих гранатів використовуються як резонатори у частотомірах.